# Cecum

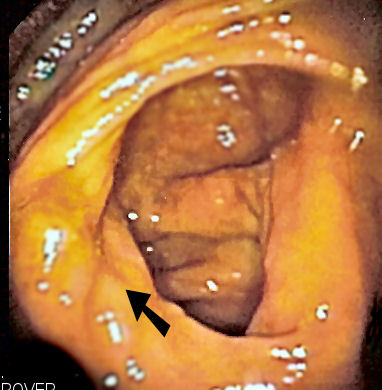
Imagine endoscopică a cecumului, săgeata arătând către valva ilocecală

Cecumul,  cunoscut și ca cec, (din latină caecus - orb) reprezintă o parte a aparatului digestiv, situat între ileon și colon. Acesta este specific vertebratelor superioare, și este mai dezvoltat la rumegătoare și la animalele erbivore. Cecumul are formă de pungă și de el este atașat apendicele.
În cecum se află flora intestinală; la animalele erbivore găsindu-se bacterii care digeră și ultimele rămășițe de materii vegetale care nu au putut fi digerate înainte.

## Etimologie
Numele de cecum vine din latinescul caecum, însemnând „orb”. Romanii l-au numit astfel pentru că cecumul este, de fapt, o „pungă goală” (o pungă oarbă sau un cul-de-sac), care nu duce nicăieri. 